# Хабылбеков, Хасар Айтпекович
Хасар Айтпекович Хабылбеков (каз. Хасар Айтпекұлы Хабылбеков; род. 12 мая 1986 года, Павлодар, Казахская ССР) — казахстанский государственный деятель. Аким города Павлодара (с 12 сентября 2023 года).

## Биография
Родился 12 мая 1986 года в городе Павлодаре.
Имеет два высших образования:
- в 2007 году окончил Казахский институт правоведения и международных отношений по специальности «Бакалавр юриспруденции»;
- в 2014-м — Павлодарский государственный университет имени С. Торайгырова по специальности «Транспортное строительство»[2].

Также имеет степень магистра техники и технологии.
Трудовую деятельность начал в 2008 году в негосударственных структурах.
С 2012 по 2016 годы занимал различные должности в исполнительных органах Павлодарской области: от главного специалиста управления пассажирского транспорта и автомобильных дорог до руководителя производственного отдела управления государственного архитектурно-строительного контроля и лицензирования.
В 2016—2017 — директор ТОО «Казстрой Инжиниринг ПВ».
С января по сентябрь 2017 года — главный инспектор организационно-инспекторского отдела аппарата акима Павлодарской области.
В 2017—2018 — заместитель акима Щербактинского района.
В 2018—2019 — заместитель акима города Экибастуза.
В 2019—2020 — заместитель акима города Павлодара.
В 2020—2021 — заместитель акима района Теренколь.
С марта по июнь 2021 года — руководитель аппарата акима города Аксу.
С июня по август 2021 года — руководитель управления строительства Павлодарской области.
В 2021—2022 — заместитель акима города Павлодара.
В 2022—2023 — первый заместитель акима Павлодарской области.
С 12 сентября 2023 года — аким города Павлодара.